# Patrick Nilan
Patrick Joseph Nilan, född 30 juni 1941 i Sydney, död 14 maj 2024, var en australisk landhockeyspelare.
Nilan blev olympisk silvermedaljör i landhockey vid sommarspelen 1968 i Mexico City.